# Rudolf Schránil
Rudolf Schránil (21. ledna 1885 Mikulášovice – 22. července 1957 Brühl (Severní Porýní-Vestfálsko)) byl právní vědec a vysokoškolský učitel.

## Život
Otec byl c.k. celní inspektor. V roce 1903 v Praze maturoval. Abiturovu zkoušku. Poté byl do roku 1907 zapsán na Právnické a politologické fakultě Karlo-Ferdinandovy univerzity v Praze. V letech 1907 až 1911 studoval filozofii, zeměpis a historii. Právní doktorát získal v roce 1909.
V letech 1908–1911 pracoval na finančním oddělení v Praze, v letech 1911–1913 byl na dovolené ke studiu na právnické fakultě Univerzity Friedricha Wilhelma v Berlíně. V letech 1913 až 1917 pracoval na Státním finančním úřadě v Praze a v letech 1917 až 1921 byl finančním úředníkem na ministerstvu financí ve Vídni. Od roku 1918 vyučoval veřejné právo jako soukromý lektor na vídeňské univerzitě. V roce 1921 byl povolán na Německou univerzitu v Praze jako docent pro správní právo a finanční právo. V roce 1927 zde byl jmenován řádným profesorem. V letech 1937/38 byl rektorem Německé univerzity v Praze. Během éry národního socialismu vedl kampaň za vyloučené židovské profesory. V Protektorátu Čechy a Morava byl proto od roku 1939 zaměstnán pouze za honorář. V roce 1941 ho ministerstvo vědy přidělilo na Univerzitu Martina Luthera v Halle-Wittenbergu. Zde do roku 1947 vyučoval veřejné právo. Byl propuštěn, protože veřejně vystoupil proti nové úpravě § 218 trestního zákoníku. Na akci organizované Kulturním spolkem pro demokratickou obnovu Německa v červenci 1947 o paragrafu o trestném potratu se „zapojil do slovní války s generálním prokurátorem Saska-Anhaltska Wernerem Fischlem“. Schránil nejprve odešel do Hamburku, v roce 1948 přešel do Saar-Institut für Höhere Studien v Homburgu. V letech 1948 až 1952 vyučoval veřejné právo jako řádný profesor na nově založené Sárské univerzitě.

## Dílo
- Der Landtag des Königreiches Böhmen 1861–1911: Personalien. Praha 1911 (spoluautor: Josef Hušák).
- Die sogenannten Sobielaw'schen Rechte – ein Prager Stadtrechtsbuch aus dem 15. Jahrhundert. München 1916.
- Besteuerung und Steueranspruch. Wien 1925.
- Recht und Technik des Verwaltungsverfahrens. 1932.
- Das Institut der Ehe im Altertum. Weimar 1933 (spoluautor: Ludwig Wahrmund)
- Finanzwissenschaft und tschechoslowakisches Finanzrecht. Brünn 1935 (spoluautor: Oskar Engländer).
- Staatsbürgertum und Loyalität. Ljubljana 1937.
- Das öffentliche Recht der Tschechoslowakischen Republik. Prag 1938 (spoluautor: Friedrich Janka).
- Der Schutz der demokratisch-republikanischen Staatsform. 1938.
- Die Rechte der Deutschen im Deutschen Bund. Festschrift für Adolf Zycha, 1941.
- Bericht der Deutschen Karls-Universität in Prag über die Studienjahre 1936/37, 1937/38, 1938/39; Nachrufe. Prag 1942 (spoluautoři: Michael Stark a Ernst Otto).
- Verfassung des Saarlandes. 1952.